# Championnat de France de futsal 2020-2021
Navigation
Saison 2019-2020 Saison 2021-2022
La Division 1 2020-2021 est la quatorzième édition du championnat de France de futsal, compétition de futsal de plus haut niveau en France.
ACCS Asnières Villeneuve 92 décroche son premier titre de champion de France de Futsal. Mouvaux Lille MF, deuxième après avoir tenu la première place une grande partie de l'exercice, et Paris ACASA, troisième, complètent le podium.

## Format de la compétition
Organisé par la Fédération Française de Football, le championnat de D1 réunit douze équipes qui s'affrontent en matchs aller-retour.
L'équipe qui termine à la première place après les 22 journées, est sacré champion de France et qualifié pour la Ligue des champions de l'UEFA la saison suivante.
Les équipes classées aux 11e et 12e places sont reléguées en D2.

## Clubs participants
Hérouville Futsal et le FC Chavanoz sont promus car ils menaient leurs groupes de Division 2 respectifs lors de l'arrêt des compétitions. Avec la relégation du KB futsal, l’ASC Garges Djibson futsal est désormais le seul club à avoir pris part à toutes les éditions du championnat de France.
Orchies Pévèle Futsal Club, deuxième de l'édition précédente lors de son arrêt, change d'identité et devient Mouvaux Lille Métropole Futsal.
| \| Toulon EF Nantes MF Béthune Mouvaux Toulouse MFC UJS Toulouse Hérouville Chavanoz \| Les clubs 2020-2021 |
| Toulon EF Nantes MF Béthune Mouvaux Toulouse MFC UJS Toulouse Hérouville Chavanoz                           |

| \| Garges Djibson SC Paris Paris ACASA ACCS \| Localisation des clubs franciliens. |
| Garges Djibson SC Paris Paris ACASA ACCS                                           |

| Club                  | Création | Nb saisons en D1 | Dernière montée | Entraîneur               | Résultat 2019-2020 | Salle                                                                       |
| --------------------- | -------- | ---------------- | --------------- | ------------------------ | ------------------ | --------------------------------------------------------------------------- |
| ACCS FC               | 2008     | 3e               | 2018            | Jesús Velasco            | 1er                | Arena Teddy-Riner, Asnières-sur-Seine                                       |
| Mouvaux LMF           | 2006     | 5e               | 2019            | Beto                     | 2e                 | Espace Jean Richmond, Mouvaux                                               |
| SC Paris              | 1984     | 13e              | 2008            | Rodolphe Lopes           | 3e                 | Halle Georges-Carpentier 2, Paris                                           |
| Toulon EF             | 2008     | 10e              | 2011            | Karim Deman-Marouani     | 4e                 | Palais des sports, Toulon                                                   |
| Toulouse Métropole FC | 2018     | 2e               | 2019            | Jean-Christophe Martinez | 5e                 | Palais des sports André-Brouat, Toulouse Petit palais des sports, Toulouse  |
| Garges Djibson        | 2008     | 14e              | 2007            | Nordine Benamrouche      | 6e                 | Gymnase Allende-Neruda, Garges-lès-Gonesse                                  |
| Béthune Futsal        | 2002     | 11e              | 2010            | Aldo Cannetti            | 7e                 | Salle Pierre-de-Coubertin, Lens Salle des Sports, Aire-sur-la-Lys           |
| Nantes MF             | 2017     | 4e               | 2017            | Fabrice Gacougnolle      | 8e                 | Gymnase du Vigneau, Saint-Herblain Complexe sportif Mangin-Beaulieu, Nantes |
| Paris ACASA           | 2006     | 4e               | 2017            | Marcelo Serpa            | 9e                 | Gymnase des Fillettes, Paris                                                |
| UJS Toulouse          | 1991     | 4e               | 2017            | Clément Galien           | 10e                | Palais des sports André-Brouat, Toulouse Gymnase la Faourette, Toulouse     |
| Hérouville Futsal     | 2010     | 2e               | 2020            | Ramzi Majri              | 1er D2 A           | Gymnase Germinal, Oissel                                                    |
| FC Chavanoz           | ...      | 1re              | 2020            | Issa Saffi               | 1er D2 B           | Palais des Sports, Vaulx-en-Velin                                           |

- Qualifié pour la Ligue des champions 2020-2021
- Promu de Division 2

## Compétition

### Classement
| Rang | Équipe                 | Pts | J  | G  | N | P  | Bp  | Bc  | Diff |
| ---- | ---------------------- | --- | -- | -- | - | -- | --- | --- | ---- |
| 1    | ACCS Futsal (champion) | 61  | 22 | 20 | 1 | 1  | 153 | 39  | +114 |
| 2    | Mouvaux LMF            | 59  | 22 | 19 | 2 | 1  | 104 | 52  | +52  |
| 3    | Paris ACASA            | 40  | 22 | 12 | 4 | 6  | 76  | 59  | +17  |
| 4    | Toulouse Métropole FC  | 34  | 22 | 10 | 4 | 8  | 83  | 77  | +6   |
| 5    | SC Paris               | 33  | 22 | 10 | 3 | 9  | 67  | 65  | +2   |
| 6    | Hérouville Futsal P    | 30  | 22 | 9  | 3 | 10 | 74  | 91  | -17  |
| 7    | Garges Djibson         | 28  | 22 | 8  | 4 | 10 | 77  | 86  | -9   |
| 8    | Toulon ÉF              | 27  | 22 | 8  | 3 | 11 | 79  | 76  | +3   |
| 9    | Nantes MF              | 27  | 22 | 8  | 3 | 11 | 69  | 75  | -6   |
| 10   | Béthune Futsal         | 20  | 22 | 6  | 2 | 14 | 65  | 97  | -32  |
| 11   | UJS Toulouse           | 11  | 22 | 3  | 2 | 17 | 41  | 102 | -61  |
| 12   | FC Chavanoz P          | 9   | 22 | 2  | 3 | 17 | 55  | 124 | -69  |

### Résultats
| Résultats (dom.\ext.)                                      | ACCS | Mou. | Hér. | SCP | TMFC | Garg. | ACASA | Nant. | UJS | TEF | Béth. | Cha. |
| ACCS Futsal                                                |      | -    | 9-1  | -   | 10-3 | 9-2   | 9-1   | -     | -   | 4-3 | 8-1   | 14-2 |
| Mouvaux LMF                                                | 4-2  |      | 8-0  | -   | 4-3  | 5-2   | 3-2   | -     | -   | -   | -     | -    |
| Hérouville Futsal                                          | -    | -    |      | -   | 5-3  | -     | 3-3   | 6-3   | 5-2 | -   | 2-1   | -    |
| SC Paris                                                   | 1-8  | -    | 3-2  |     | -    | 6-2   | 4-3   | 3-1   | 5-0 | -   | 5-1   | -    |
| Toulouse Métropole FC                                      | -    | 5-6  | -    | 6-1 |      | 1-2   | -     | -     | -   | 4-4 | -     | 4-2  |
| Garges Djibson                                             | -    | -    | 2-3  | -   | -    |       | 2-3   | 5-5   | 7-4 | -   | 9-4   | -    |
| Paris ACASA                                                | -    | -    | -    | -   | 4-5  | -     |       | 2-1   | 6-1 | -   | 5-7   | 3-2  |
| Nantes MF                                                  | 0-6  | 1-6  | -    | 4-1 | 3-2  | -     | -     |       | -   | -   | -     | 9-4  |
| UJS Toulouse                                               | 0-7  | -    | 2-3  | -   | 2-4  | -     | -     | 3-2   |     | 3-2 | 3-8   | 2-1  |
| Toulon ÉF                                                  | -    | 5-6  | 1-3  | 4-3 | -    | 3-3   | 0-4   | -     | -   |     | -     | -    |
| Béthune Futsal                                             | -    | 2-6  | -    | -   | 4-7  | 0-5   | -     | 3-5   | -   | -   |       | 3-4  |
| FC Chavanoz                                                | -    | 3-5  | 3-3  | 2-3 | -    | 1-6   | -     | -     | -   | 4-4 | -     |      |
| - Victoire à domicile - Match nul - Victoire à l'extérieur |      |      |      |     |      |       |       |       |     |     |       |      |

## Meilleurs buteurs
Nabil Alla termine meilleur buteur de D1 Futsal avec 29 buts.
| #                 | Nom                      | Buts | Clubs          |
| ----------------- | ------------------------ | ---- | -------------- |
| Médaille d'or     | Nabil Alla               | 29   | Hérouville     |
| Médaille d'argent | Ronny Zakehi             | 26   | Garges Djibson |
| Médaille d'argent | Bilal Bakkali            | 26   | ACCS           |
| Médaille d'argent | Rafael Sanna             | 26   | Mouvaux        |
| 5                 | Renatinho                | 20   | Nantes MF      |
| 5                 | Nilton Tavares de Pina   | 20   | Toulon ÉF      |
| 7                 | Abdessamad Mohammed      | 19   | ACCS           |
| 8                 | Soufiane El Mesrar       | 18   | ACCS           |
| 9                 | Edgar Varela             | 17   | Mouvaux        |
| 10                | Jonathan Cámara Revuelta | 15   | Toulouse MFC   |

## Bilan de la saison
ACCS remporte le premier titre de champion de son histoire. L'équipe francilienne termine avec les meilleures attaque (153 buts ; 7,5 de moyenne) et défense (39 ; 1,9).
Mais, durant l'été, les clubs sont soumis pour la première fois à la Direction nationale du contrôle de gestion de la Fédération française de football. Les équipes d'ACCS,,, et Garges Djibson, sont rétrogradées en Division 2 pour la saison 2021-2022. Leurs appels des décisions ne donnent rien,. ACCS représente tout de même la France en Ligue des champions 2021-2022.
Auteur du meilleur parcours de son histoire, le Toulouse Métropole FC (4e) met fin à sa section futsal à la suite de querelles internes. Initialement relégué à la suite de son avant-dernière place (11e), le second club de la ville, l'UJS Toulouse, est repêché. La D1 2021-2022 se dispute donc à dix équipes (quatre équipe en moins, deux montées).
| Championnat de France de football 2020-2021 |                                          |
| Champion                                    | ACCS Asnières Villeneuve 92 (1er titre)  |
| Dauphin                                     | Mouvaux Lille Métropole Futsal           |
| Champion d'automne                          | Mouvaux Lille Métropole Futsal           |
| Qualifications continentales                |                                          |
| Ligue des champions 2021-2022               | ACCS Asnières Villeneuve 92              |
| Promotions et relégations                   |                                          |
| Promus en Division 1                        | Étoile lavalloise FC                     |
| Promus en Division 1                        | Kingersheim Futsal                       |
| Relégués en Division 2                      | FC Chavanoz                              |
| Relégués en Division 2                      | ACCS Asnières Villeneuve 92 (rétrogradé) |
| Relégués en Division 2                      | ASC Garges Djibson futsal (rétrogradé)   |
| Relégués en Division 2                      | Toulouse Métropole FC (arrêt)            |

## Parcours en Coupe d'Europe
ACCS est qualifié pour sa première participation à la Ligue des champions après l'arrêt du championnat 2019-2020 à cause de la pandémie de Covid-19.
L'équipe francilienne remporte le premier match européen de son histoire 7-3 à domicile contre l'Étoile rouge de Belgrade en tour préliminaire de la Ligue des champions. Au tour suivant, le club élimine le second du championnat italien, Pesaro Calcio a 5, composé d'internationaux locaux et de champions du monde argentins, au terme de la plus longue série de tirs au but dans une compétition futsal de l'UEFA (2-2 t. a. b. 8-7). Le club francilien perd ensuite en huitième de finale de la C1 (2-1) chez le FC Barcelone, futur finaliste de la compétition.
| Titulaires :  |                      |  |
|               |                      |  |
| 1             | Miodrag Aksentijević |  |
| 10            | Ricardinho           |  |
| 11            | Souheil Mouhoudine   |  |
| 13            | Carlos Ortiz 9e      |  |
| 19            | Abdessamad Mohammed  |  |
|               |                      |  |
| Remplaçants : |                      |  |
| 12            | Moussa Diagouraga    |  |
| 2             | Sid Ahmed Belhaj     |  |
| 5             | Bilal Bakkali        |  |
| 6             | Bruno Coelho         |  |
| 8             | Soufiane El Mesrar   |  |
| 9             | Nelson Lutin         |  |
| 14            | Landry N'Gala        |  |
| 15            | Mamadou Touré        |  |
| 18            | S. Galmim            |  |
|               |                      |  |
| Entraîneur :  |                      |  |
| Jesús Velasco |                      |  |

| Titulaires :  |                  |  |
|               |                  |  |
| 15            | Radmanovic M.    |  |
| 2             | Peric M.         |  |
| 4             | Popovic D.       |  |
| 10            | Stojcevski A.    |  |
| 11            | Milosavljevic L. |  |
|               |                  |  |
| Remplaçants : |                  |  |
| 3             | Saric S.         |  |
| 7             | Popovic B. 25e   |  |
| 8             | Kopanja S.       |  |
|               |                  |  |

| Titulaires :  |                      |  |
|               |                      |  |
| 1             | Miodrag Aksentijević |  |
| 10            | Ricardinho           |  |
| 11            | Souheil Mouhoudine   |  |
| 13            | Carlos Ortiz 9e      |  |
| 19            | Abdessamad Mohammed  |  |
|               |                      |  |
| Remplaçants : |                      |  |
| 12            | Moussa Diagouraga    |  |
| 2             | Sid Ahmed Belhaj     |  |
| 5             | Bilal Bakkali        |  |
| 6             | Bruno Coelho         |  |
| 8             | Soufiane El Mesrar   |  |
| 9             | Nelson Lutin         |  |
| 14            | Landry N'Gala        |  |
| 15            | Mamadou Touré        |  |
| 18            | S. Galmim            |  |
|               |                      |  |
| Entraîneur :  |                      |  |
| Jesús Velasco |                      |  |

| Titulaires :  |                  |  |
|               |                  |  |
| 15            | Radmanovic M.    |  |
| 2             | Peric M.         |  |
| 4             | Popovic D.       |  |
| 10            | Stojcevski A.    |  |
| 11            | Milosavljevic L. |  |
|               |                  |  |
| Remplaçants : |                  |  |
| 3             | Saric S.         |  |
| 7             | Popovic B. 25e   |  |
| 8             | Kopanja S.       |  |
|               |                  |  |

| Titulaires :  |                          |  |
|               |                          |  |
| 1             | Miodrag Aksentijević 40e |  |
| 10            | Ricardinho               |  |
| 11            | Souheil Mouhoudine       |  |
| 13            | Carlos Ortiz             |  |
| 19            | Abdessamad Mohammed      |  |
|               |                          |  |
| Remplaçants : |                          |  |
| 12            | Moussa Diagouraga        |  |
| 20            | Faouziddine Abal         |  |
| 2             | Sid Ahmed Belhaj         |  |
| 5             | Bilal Bakkali            |  |
| 6             | Bruno Coelho 20e         |  |
| 8             | Soufiane El Mesrar       |  |
| 9             | Nelson Lutin             |  |
| 14            | Landry N'Gala            |  |
| 15            | Mamadou Touré            |  |
|               |                          |  |
| Entraîneur :  |                          |  |
| Jesús Velasco |                          |  |

| Titulaires :  |                           |  |
|               |                           |  |
| 1             | Michele Miarelli (en)     |  |
| 11            | Mauro Canal (en)          |  |
| 9             | Humberto Honorio (en)     |  |
| 19            | Marcelinho                |  |
| 14            | Pablo Taborda (it)        |  |
|               |                           |  |
| Remplaçants : |                           |  |
| 12            | Jacopo Dionisi            |  |
| 20            | Jhonson                   |  |
| 5             | Felipe Tonidandel         |  |
| 7             | Giuliano Fortini          |  |
| 8             | Javier Salas              |  |
| 10            | Cristian Borruto (en) 20e |  |
| 13            | Jefferson                 |  |
| 17            | Leandro Cuzzolino (en)    |  |
| 18            | Júlio De Oliveira         |  |
|               |                           |  |
| Entraîneur :  |                           |  |
| Fulvio Colini |                           |  |

| Titulaires :  |                          |  |
|               |                          |  |
| 1             | Miodrag Aksentijević 40e |  |
| 10            | Ricardinho               |  |
| 11            | Souheil Mouhoudine       |  |
| 13            | Carlos Ortiz             |  |
| 19            | Abdessamad Mohammed      |  |
|               |                          |  |
| Remplaçants : |                          |  |
| 12            | Moussa Diagouraga        |  |
| 20            | Faouziddine Abal         |  |
| 2             | Sid Ahmed Belhaj         |  |
| 5             | Bilal Bakkali            |  |
| 6             | Bruno Coelho 20e         |  |
| 8             | Soufiane El Mesrar       |  |
| 9             | Nelson Lutin             |  |
| 14            | Landry N'Gala            |  |
| 15            | Mamadou Touré            |  |
|               |                          |  |
| Entraîneur :  |                          |  |
| Jesús Velasco |                          |  |

| Titulaires :  |                           |  |
|               |                           |  |
| 1             | Michele Miarelli (en)     |  |
| 11            | Mauro Canal (en)          |  |
| 9             | Humberto Honorio (en)     |  |
| 19            | Marcelinho                |  |
| 14            | Pablo Taborda (it)        |  |
|               |                           |  |
| Remplaçants : |                           |  |
| 12            | Jacopo Dionisi            |  |
| 20            | Jhonson                   |  |
| 5             | Felipe Tonidandel         |  |
| 7             | Giuliano Fortini          |  |
| 8             | Javier Salas              |  |
| 10            | Cristian Borruto (en) 20e |  |
| 13            | Jefferson                 |  |
| 17            | Leandro Cuzzolino (en)    |  |
| 18            | Júlio De Oliveira         |  |
|               |                           |  |
| Entraîneur :  |                           |  |
| Fulvio Colini |                           |  |

| Titulaires :      |                   |  |
|                   |                   |  |
| 1                 | Didac Plana       |  |
| 6                 | Daniel Shiraishi  |  |
| 10                | Esquerdinha       |  |
| 18                | Marcênio          |  |
| 20                | Ximbinha          |  |
|                   |                   |  |
| Remplaçants :     |                   |  |
| 17                | Miquel Feixas     |  |
| 2                 | Alcardo           |  |
| 3                 | Matheus Rodrigues |  |
| 4                 | André Coelho      |  |
| 7                 | Dyego             |  |
| 11                | Ferrão            |  |
| 13                | Joselito          |  |
| 19                | Povill            |  |
|                   |                   |  |
| Entraîneur :      |                   |  |
| Andreu Plaza (it) |                   |  |

| Titulaires :  |                          |  |
|               |                          |  |
| 1             | Miodrag Aksentijević 35e |  |
| 9             | Nelson Lutin             |  |
| 10            | Ricardinho               |  |
| 13            | Carlos Ortiz             |  |
| 19            | Abdessamad Mohammed      |  |
|               |                          |  |
| Remplaçants : |                          |  |
| 12            | Moussa Diagouraga        |  |
| 20            | Faouziddine Abal         |  |
| 2             | Sid Ahmed Belhaj         |  |
| 5             | Bilal Bakkali            |  |
| 7             | Edu                      |  |
| 8             | Soufiane El Mesrar       |  |
| 11            | Souheil Mouhoudine       |  |
| 14            | Landry N'Gala            |  |
| 15            | Mamadou Touré            |  |
|               |                          |  |
| Entraîneur :  |                          |  |
| Jesús Velasco |                          |  |

| Titulaires :      |                   |  |
|                   |                   |  |
| 1                 | Didac Plana       |  |
| 6                 | Daniel Shiraishi  |  |
| 10                | Esquerdinha       |  |
| 18                | Marcênio          |  |
| 20                | Ximbinha          |  |
|                   |                   |  |
| Remplaçants :     |                   |  |
| 17                | Miquel Feixas     |  |
| 2                 | Alcardo           |  |
| 3                 | Matheus Rodrigues |  |
| 4                 | André Coelho      |  |
| 7                 | Dyego             |  |
| 11                | Ferrão            |  |
| 13                | Joselito          |  |
| 19                | Povill            |  |
|                   |                   |  |
| Entraîneur :      |                   |  |
| Andreu Plaza (it) |                   |  |

| Titulaires :  |                          |  |
|               |                          |  |
| 1             | Miodrag Aksentijević 35e |  |
| 9             | Nelson Lutin             |  |
| 10            | Ricardinho               |  |
| 13            | Carlos Ortiz             |  |
| 19            | Abdessamad Mohammed      |  |
|               |                          |  |
| Remplaçants : |                          |  |
| 12            | Moussa Diagouraga        |  |
| 20            | Faouziddine Abal         |  |
| 2             | Sid Ahmed Belhaj         |  |
| 5             | Bilal Bakkali            |  |
| 7             | Edu                      |  |
| 8             | Soufiane El Mesrar       |  |
| 11            | Souheil Mouhoudine       |  |
| 14            | Landry N'Gala            |  |
| 15            | Mamadou Touré            |  |
|               |                          |  |
| Entraîneur :  |                          |  |
| Jesús Velasco |                          |  |